# Szálló por

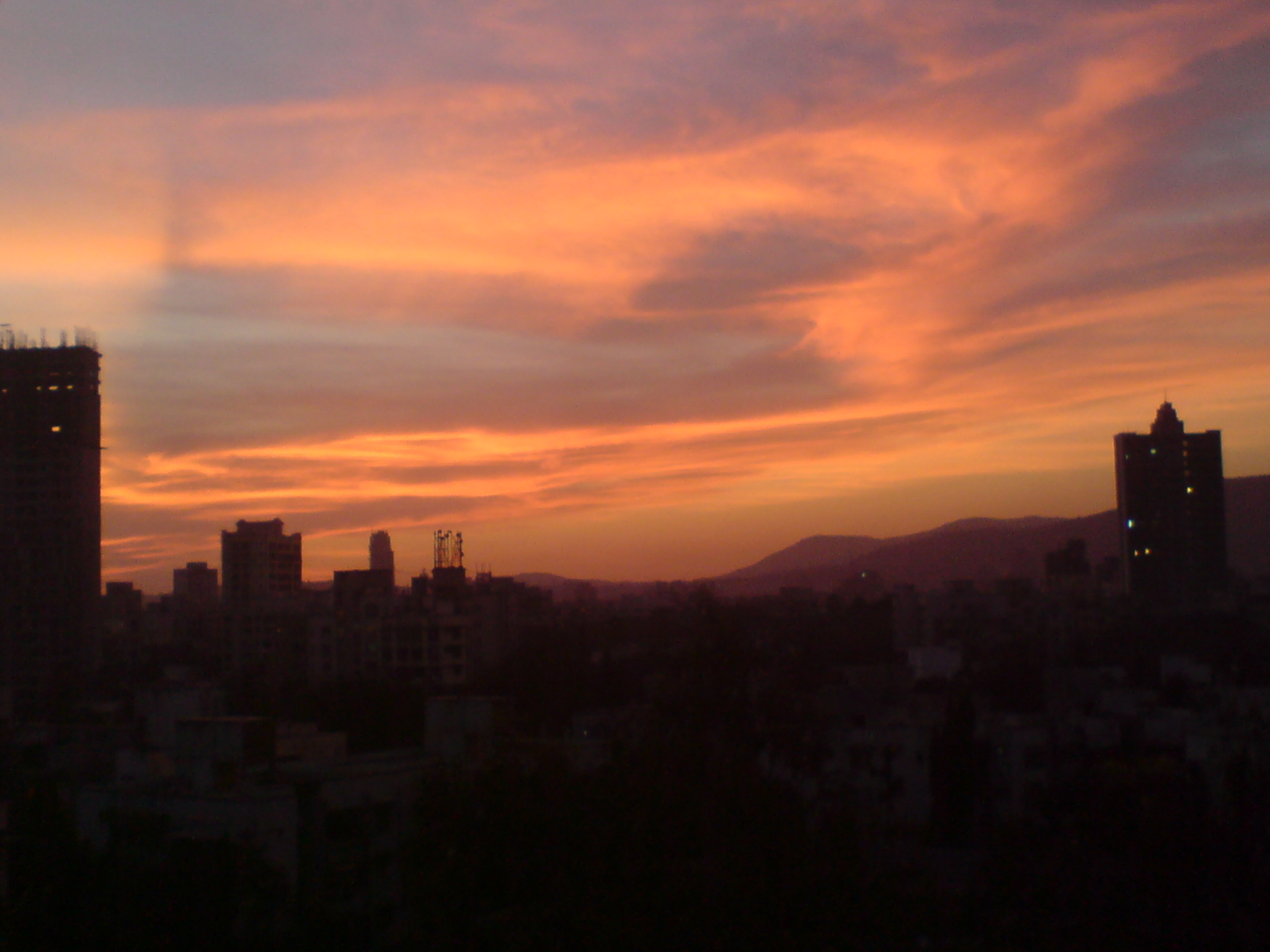
A szálló por szürkés-rózsaszínre festi a naplementét Mumbaiban

A szálló por a levegőben eloszlatott finomszemcsés (10 μm alatti részecskeátmérőjű) szilárd vagy folyékony halmazállapotú anyagok gyűjtőneve. Angolul finomszemcsés anyagoknak (particulate matter, PM) nevezik őket. Magyarul a szálló por megnevezést az ülepedő portól való megkülönböztetésre használjuk (a 10 mikronnál nagyobb részecskék néhány óra leforgása alatt leülepednek a levegőben). Levegőszennyezettségi mutató; akárcsak a szén-monoxidra, a nitrogén-oxidokra vagy az ózonra, úgy erre is létezik meghatározott egészségügyi határérték (lásd: források).

## Csoportosítása
A szálló port kémiai összetételtől függetlenül, csupán fizikai alapon, a részecskék átmérője szerint csoportosítják. A 100 μm-nél kisebb szemcsék már belélegezhetőek (inhalábilisak), de ezek nagy része az orrban és a szájban, legkésőbb a gégefőnél elakad, nem jut mélyebbre a légutakban. A 10 mikronnál kisebbek már túljutnak a garaton (thorakális frakció). A 4 mikron alattiak bejutnak a tüdőbe (respirábilis frakció). A 2,5 μm-nél kisebbek pedig már egyáltalán nem, vagy nehezen ürülnek ki a tüdőből (akkumuláció). Egészségügyi szempontból a 10 illetve a 2,5 mikronos határnak van jelentősége. Ezekre a PM10 és a PM2,5 jelölést használjuk.

## Eredete
A természetben is keletkeznek ilyen apró részecskék, például vulkánkitöréseknél, erdőtüzeknél. Szintén természetes ok a viharok, tornádók, erős helyi légörvények. Fotókon látható, hogy felemelnek nagyobb tárgyakat, de legnagyobb mértékben a földfelszínen jelenlévő port. A viharokban megsérült tárgyak porrátört részei szintén a levegőbe kerülnek, és széles területen ülepszenek le, mint a tetők palafedésének törmeléke, melyből pl. az azbesztcement pala pora egészségre káros. Egyes meteorológiai jelenségek földrészek között is szállítanak port, mint az Afrikából a Földközi-tenger felett átáramló sivatagi port. Az emberi tevékenységek közül fő forrásnak a szilárd tüzelőanyagok (fa, szén) valamint a kétütemű motorok és a dízelmotorok üzemanyagának tökéletlen égéséből származó koromszemcsék számítanak. A dízeljárművek részecskekibocsátása – melynek legnagyobb része korom – egy nagyságrenddel több, mint a benzinüzemű motoroké. Korábban a jogi szabályozásban a PM10-et a kén-dioxiddal közösen mérték, és a határérték is a kettőre együttesen volt meghatározva, de akkor még a széntüzelés volt a fő részecskeforrás. Azóta a széntüzelés (ami nagy korom- és SO2-kibocsátással járt) háttérbe szorult, ezért a korábbi szabályozási rendszerben (habár a dízeljárművek száma jelentősen emelkedett) ezt a közös határértéket ritkán lépte túl a levegő szennyezettsége.

## Hatásai

### Környezeti hatások
Az aeroszolok nagy mennyiségben csökkentik a látótávolságot.

### Egészségügyi hatások
A porszemcsék ingerlik a szem kötőhártyáját, a légutak nyálkahártyáját. A szálló por különböző légzőszervi megbetegedéseket okoz, mint pl. asztma, tüdőrák. A legveszélyesebb a már említett PM2,5 frakció, amely eljut a tüdőhólyagokba és ott leülepszik, ezzel rontja annak gázcserélő képességét, és gyulladást okoz. Az oxigén-felvétel romlása közvetve terheli a szív- és érrendszert.

## Egészségügyi határérték
Minthogy a szálló por szervezetre gyakorolt hatása nagy mértékben függ az expozíciós időtől, ezért különbséget teszünk napi és éves határérték között. Jelenleg érvényes, PM10-re vonatkozó napi határérték (24 órás átlag): 50 μg/m³, az éves 40 μg/m³.
Az Amerikai Egyesült Államok Környezetvédelmi Hivatala (EPA) által engedélyezett napi egészségügyi határérték: 150 μg/m³.

### Szmogriadó
Az önkormányzatok akkor kötelesek tájékoztatni a lakosságot, ha a szálló por értéke két egymást követő napon meghaladja a 75 µg/m³-t (150%), riasztási kötelezettség pedig akkor áll fenn, ha a szálló por értéke két egymást követő napon meghaladja a 100 µg/m³-t (200%) és a meteorológiai előrejelzések szerint a következő napon sem várható javulás.

## Kritikus helyek a Földön
Pekingben 2013 januárjában a PM2,5 mennyisége meghaladta a 900 μg/m³-t. A veszélyesség határértékét 300-ban állapították meg, és a műszerek rendszerint 500 μg/m³-ig mérnek. Peking azonban még így sem szerepel Kína tíz legszennyezettebb levegőjű városa között.

## Külső hivatkozások
- Légszennyezettségi térképek – idokep.hu
- Környezetvédelmi és Vízügyi Minisztérium
- Budapest Főváros szmogriadó terve és annak 2008. decemberi módosítása
- Levegő Munkacsoport
- Országos Meteorológiai Szolgálat
- Mit tehetünk a szmog ellen? Tanulmányok, hírek, légszennyezettségi adatok, akciók - szmog.info Archiválva 2010. április 12-i dátummal a Wayback Machine-ben